# Södermanland-klassen
Den svenske Södermanland-klassen er en dieselelektrisk ubådsklasse, som består af HMS Södermanland og HMS Östergötland. Disse to ubåde var oprindeligt ubåde af af Västergötland-klassen fra 1987-1990. De to enheder blev omfattende moderniseret i 2003-2004 på Kockums værftet og blev herefter omtalt som Sødermanland-klassen. De to andre enheder af Västergötland-klassen blev solgt til Singapore og blev ikke opgraderet til samme standard som Södermanland-klassen. Trykskroget blev skåret i to, og et 12 meter langt modul med et luftuafhængigt fremdrivningssystem blev indsat. Hjørnestenen i dette fremdrivningssystem er en Stirlingmotor, som er koblet til en elektrisk generator, som drives ved at brænde diesel med flydende ilt, dette system gør ubådene i stand til at forblive neddykket i flere uger, i modsætning til tidligere da grænsen var enkelte dage.

## Skibe i klassen
| Pnt. | Navn         | Kølen lagt       | Søsat            | Indgået         | Skæbne     | Kaldesignal |
| ---- | ------------ | ---------------- | ---------------- | --------------- | ---------- | ----------- |
| -    | Södermanland | 2. februar 1985  | 12. april 1988   | 21. april 1989  | I tjeneste | SMTA        |
| -    | Östergötland | 15. oktober 1985 | 9. december 1988 | 10. januar 1990 | I tjeneste | SMTL        |